# Josep Granyer i Giralt
Josep Granyer i Giralt (Barcelona, 4 de desembre de 1899 - 1983) va ser un escultor català.
Va ser un artista ben considerat per la crítica del seu temps i reconegut per les seves nombroses escultures, dibuixos i, també, pels seus gravats i il·lustracions per a llibres de bibliòfil.
La seva obra és difícil de situar en un estil determinat. Va fer una obra molt personal i encara que, va reflectir l'estil del moment, noucentisme, surrealisme, cubisme, la majoria de la seva obra és molt eclèctica.
Granyer va néixer en una família de carboners, però, voltat d'un ambient artístic, un cosí del seu pare era Lluís Labarta i Grañé, va decidir estudiar dibuix, pintura i escultura a l'Escola de Belles Arts de Barcelona. Durant els seus anys de formació va rebre classes de José Ruiz Blasco, pare de Pablo Picasso.
L'any 1917 va fundar el grup Els Evolucionistes, juntament amb escultors com Apel·les Fenosa i Joan Rebull, amb qui va treballar al seu taller completant la seva formació artística.
Fou un gran amic d'Àngel Ferrant i actiu membre de l'avantguarda del moment, afegint-se al Manifest del Grup d'artistes independents.
La seva obra és detallista i realista, té un gran sentit de la composició i de rigor formal, basat en l'observació de la realitat, alhora que hi mostra una fina ironia i una gran dosi d'imaginació.
Josep Granyer va ser un artista polifacètic que va interessar-se per l'art i la cultura de la seva època. L'artista, no només es va fixar en l'art català, sinó que va viatjar molt i va anar a cercar noves fonts d'inspiració en països com: Egipte, França, Bèlgica, Grècia, Països Baixos, Itàlia, etc.
El Museu Deu del Vendrell té en el seu fons artístic una col·lecció de 25 peces de bronze que formen part del seu famós "Bestiari", un conjunt de representacions d'animals humanitzats que alhora il·lustren poesies d'autors com Pere Quart o Josep Carner. El conjunt d'aquestes peces, juntament amb la sèrie del Museu Deu de 24 dibuixos d'éssers híbrids, converteixen Josep Granyer en un dels escultors més originals de la seva generació.

## Obra
Els animals en actituds humanitzades formen part de la majoria de les obres de Josep Granyer, per exemple les dues escultures de la Rambla de Catalunya de Barcelona. Una quantitat important d'obra podem trobar-la en una col·lecció de més de 25 peces de bronze que formen part del seu famós "Bestiari" en el fons artístic del Museu Deu del Vendrell.
Pel que fa a les il·lustracions també trobem animals en actituds humanes Granyer il·lustrà poesies d'autors com Pere Quart o Josep Carner i també participà en col·leccions de dibuixos amb temàtica de flora-fauna inicialment destinats a la col·lecció de Víctor M. d'Imbert.
El conjunt d'aquestes peces, juntament amb la sèrie del Museu Deu de 24 dibuixos d'éssers híbrids, converteixen Josep Granyer en un dels escultors més originals de la seva generació.

### Escultura
Josep Granyer va ser un artista important sobretot per la seva obra escultòrica, on creava animals i personatges de bronze. Les seves obres més destacades són les escultures: El Toro pensant i la Girafa coqueta que estan situades a la Rambla de Catalunya de Barcelona.

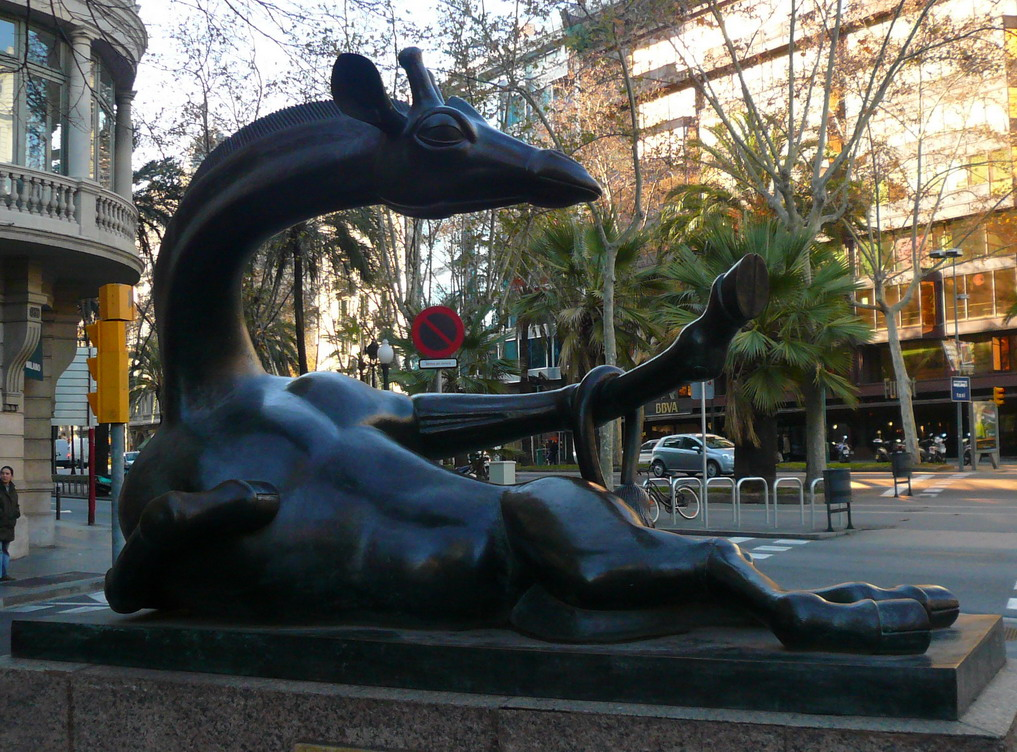
La girafa coqueta
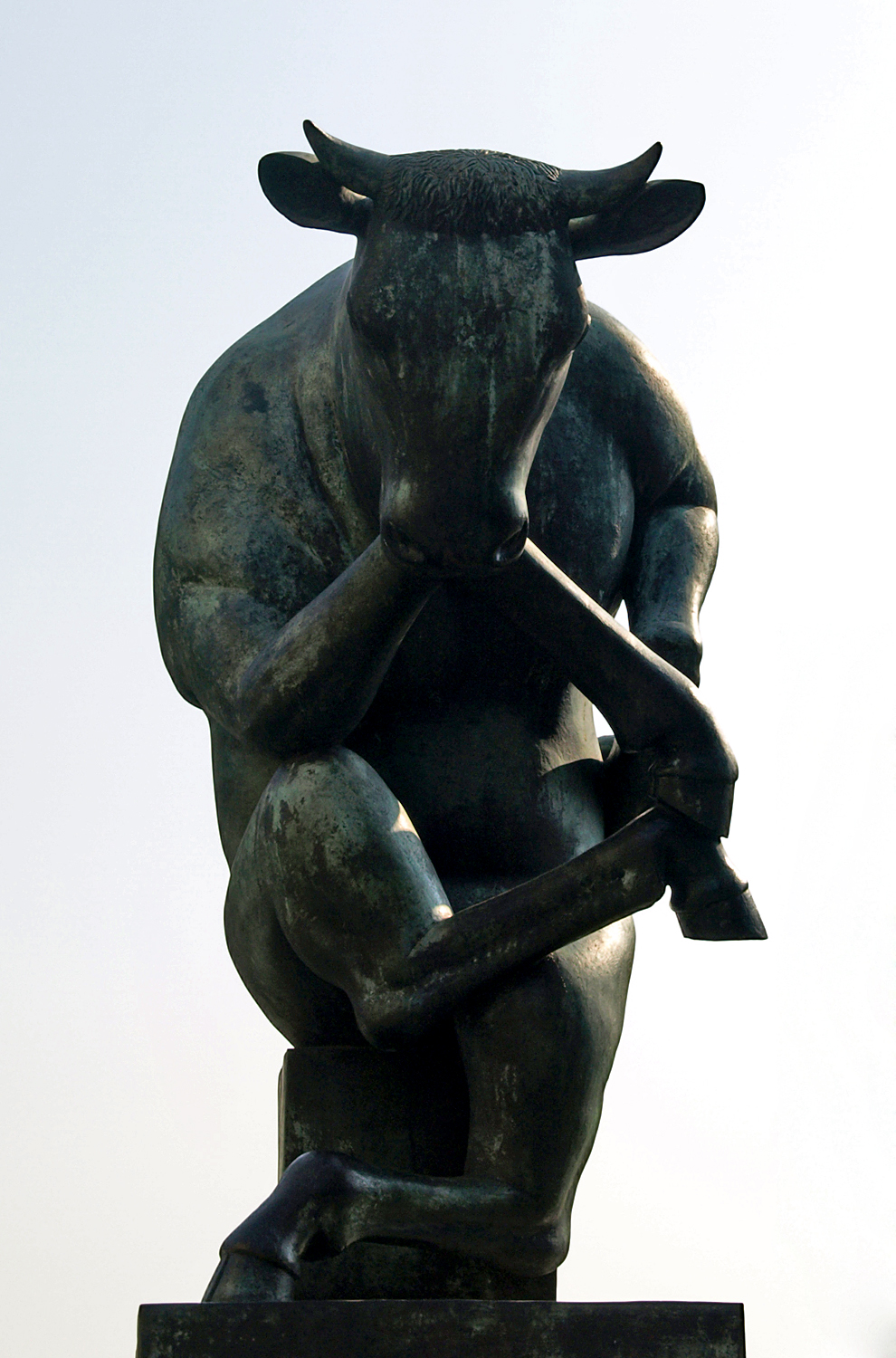
Toro pensant

### Il·lustració

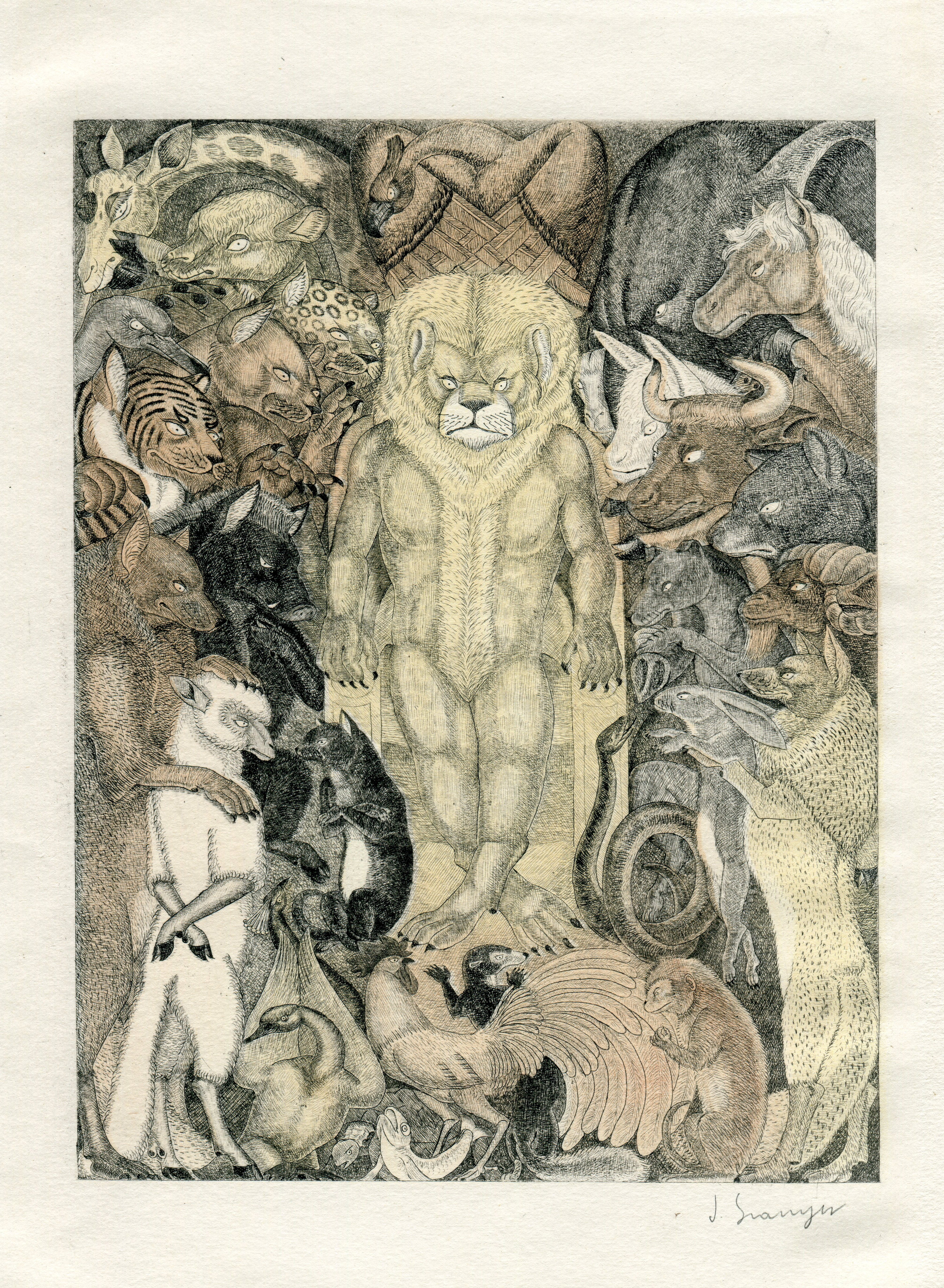
Il·lustració del Llibre de les Bèsties de Josep Granyer

La seva obra il·lustrativa és extensa, però gairebé tota desconeguda. Tot i així, podem trobar il·lustracions de l'artista de llibres importants com ara: Las dos doncellas de Miguel de Cervantes, el Decameró de Boccaccio, Set diàlegs de Bèsties de Colette, o divulgatius com ara la Història de Catalunya Il·lustrada, de Ferran Soldevila o Jaume El Conqueridor de Maria Novell. També va il·lustrar dues obres de Walter Scott. En les seves il·lustracions solia utilitzar diverses tècniques: dibuix a ploma, aigua tinta, gravat a l'aiguafort, punta seca, la litografia, etc.

### Gravats
Jaume Pla i Pallejà va iniciar-lo en l'art del gravat i va realitzar nombrosos gravats tant en felicitacions nadalenques (nadales) pròpies o d'encàrrec o per il·lustrar llibres de bibliòfil (llibres editats manualment). Va participar en la creació i edició de la Col·lecció Rosa Vera on hi trobem un volum amb el seu nom. Per fer els gravats, Granyer, solia utilitzar la tècnica de l'aiguafort que s'adiu més al seu tarannà detallista i minuciós. Va realitzar gravats per il·lustrar llibres molt coneguts com ara El llibre de les bèsties de Ramon Llull o El coloquio de los perros de Miguel de Cervantes.